# Église de la Transfiguration de Pančevo
Pour les articles homonymes, voir Église de la Transfiguration.
L'église de la Transfiguration de Pančevo (en serbe cyrillique : Црква светог Преображења у Панчеву ; en serbe latin : Crkva svetog Preobraženja u Pančevu)  est une église orthodoxe serbe située à Pančevo, en Serbie, dans la province de Voïvodine. Elle est inscrite sur la liste des monuments culturels d'importance exceptionnelle de la république de Serbie (identifiant no SK 1051).

## Histoire
L'église de la Sainte-Transfiguration a été construite entre 1873 et 1878, à l'emplacement d'une église datant du XVIIIe siècle. Elle a été conçue par l'architecte Svetozar Ivačković dans un style néo-byzantin, dans l'esprit d'une continuité avec les œuvres les plus célèbres de l'architecture médiévale serbe.

## Architecture
L'église est édifiée sur un plan en croix et est surmontée d'un dôme monumental et flanquée d'un clocher séparé du reste du bâtiment et qui prend la forme d'une tour médiévale. Les façades sont ornées de corniches moulurées et de baies vitrées élancées.

## Peintures
L'iconostase est une œuvre de Milorad Ruvidić et de Branko Tanazević ; elle a été peinte en 1911 par Uroš Predić dans l'esprit du réalisme académique. L'intérieur de l'église est également décoré de fresques, parmi lesquelles figurent des compositions historiques de Stevan Aleksić.

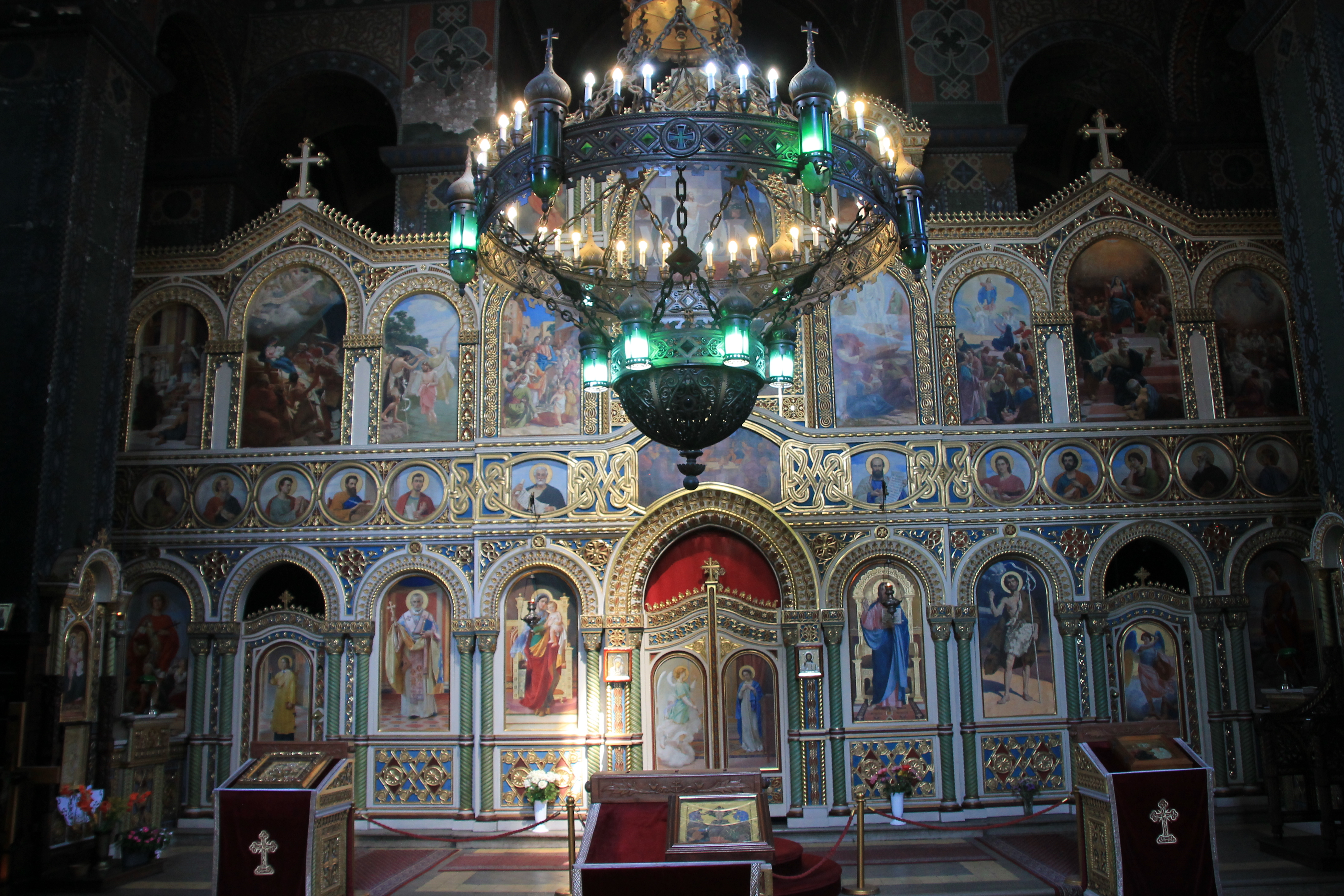
L'iconostase.